# 戊辰戰爭

戊辰战争战役图

戊辰战争（1868年－1869年，慶應4年／明治元年－明治2年），西方文献史上也称之为“日本革命”或“日本内战”，指的是日本幕末时期，在王政復古中成立的明治帝国政府击败江户幕府勢力的一系列內戰，1868年乃戊辰年，故有此名。主要戰役先後有鳥羽伏見之戰、會津戰爭、與箱館戰爭。戊辰战争源自武士阶级与贵族对幕府在过去十年间，即黑船来袭叩开日本国门后，对待外国人的宽厚处事态度的不满；不平等条约所引入的西方货物，导致日本市场面临与同时期亚洲国家的相同衰弱。日本西南方武士（以萨摩藩、长州藩为首）组成军事联盟，在天皇的支持下成立帝国政府，尊王攘夷（尊奉天皇，驱逐洋人）。幕府将军德川庆喜在面对巨大的政治压力下，将权力交还给天皇，史称大政奉还，试图以此保留德川家的政治影响力。
随后的军事与政治冲突使德川庆喜发起军变，一度夺取京都皇居。经过一系列的军事冲突后，江户开城，德川庆喜亲自投降。忠于幕府几股势力陆续迁移到日本东北部、北海道，曾尝试建立虾夷共和国，意图维护幕府的统治。明治政府在箱館戰爭中的胜利打破了幕府效忠派最后的坚持，自此戊辰战争以新政府的全面胜利告终。战争总共动员了69,000人，约有8,200人丧生。新成立的明治政府最终放弃了将洋人逐出的目标，采取继续现代化的政策，并着眼与列强就不平等条约重新谈判。基于明治政府重臣西乡隆盛的主张，德川家及其家臣得到宽大处理，诸多前德川幕府领导者及武士被新政府赋予职责。这场战争随着时间的流逝，被美化为“不流血的革命”，因为相对于日本的人口规模，战争导致的人员伤亡较少。帝国政府内部西南武士阶级与革新派的政治冲突，後导致更血腥的西南战争。

## 戰爭經過

### 衝突開始
1867年11月9日至1868年1月3日（慶應3年12月9日），倒幕派在朝廷發起宣告將政權交歸天皇（大政奉還）。新政府于小御所會議上要求征夷大將軍德川慶喜向朝廷返還官位和領地（辭官納地）。
此事刺激了幕府，更激化了雙方的對立。會津藩、桑名藩的藩兵以謁見天皇為名从大坂向京都進軍，同時，以薩摩和長州兩藩軍隊為主力的政府軍亦重兵集結，1868年1月27日雙方在京都南郊的鳥羽、伏見爆發武裝衝突，即鳥羽伏見之戰。薩長軍獲得壓倒性軍事勝利，倒幕派掌握了新政府的實權，并宣布德川慶喜为朝敵。
1868年1月30日（慶應4年1月6日），德川慶喜放棄大阪城，由海路逃回江户，失去指揮官的幕府軍随即潰散，鳥羽伏見之戰結束。

### 江戶开城
1月31日，朝廷發布討伐德川慶喜的命令。2月3日，剝奪了慶喜的官職；9日，由西鄉隆盛擔任總參謀的東征軍以薩摩、長州等藩兵為主力，相繼從京都出發。3月12－13日，東征軍諸路接近江户，决定3月15日發起總攻。幕府主戰派要求决一死戰，但幕府重臣勝海舟看到了民心向背的嚴重形勢，與薩長軍統帥西鄉隆盛談判成功，勸說德川慶喜投降。4月11日，新政府軍和平接收江户，軟禁德川慶喜，但德川家得以延續。
此後内戰擴大到東北地方。政府軍先後平定了彰義隊、奥羽越列藩同盟、蝦夷共和國等舊幕府殘餘勢力。

### 東北列藩的抵抗

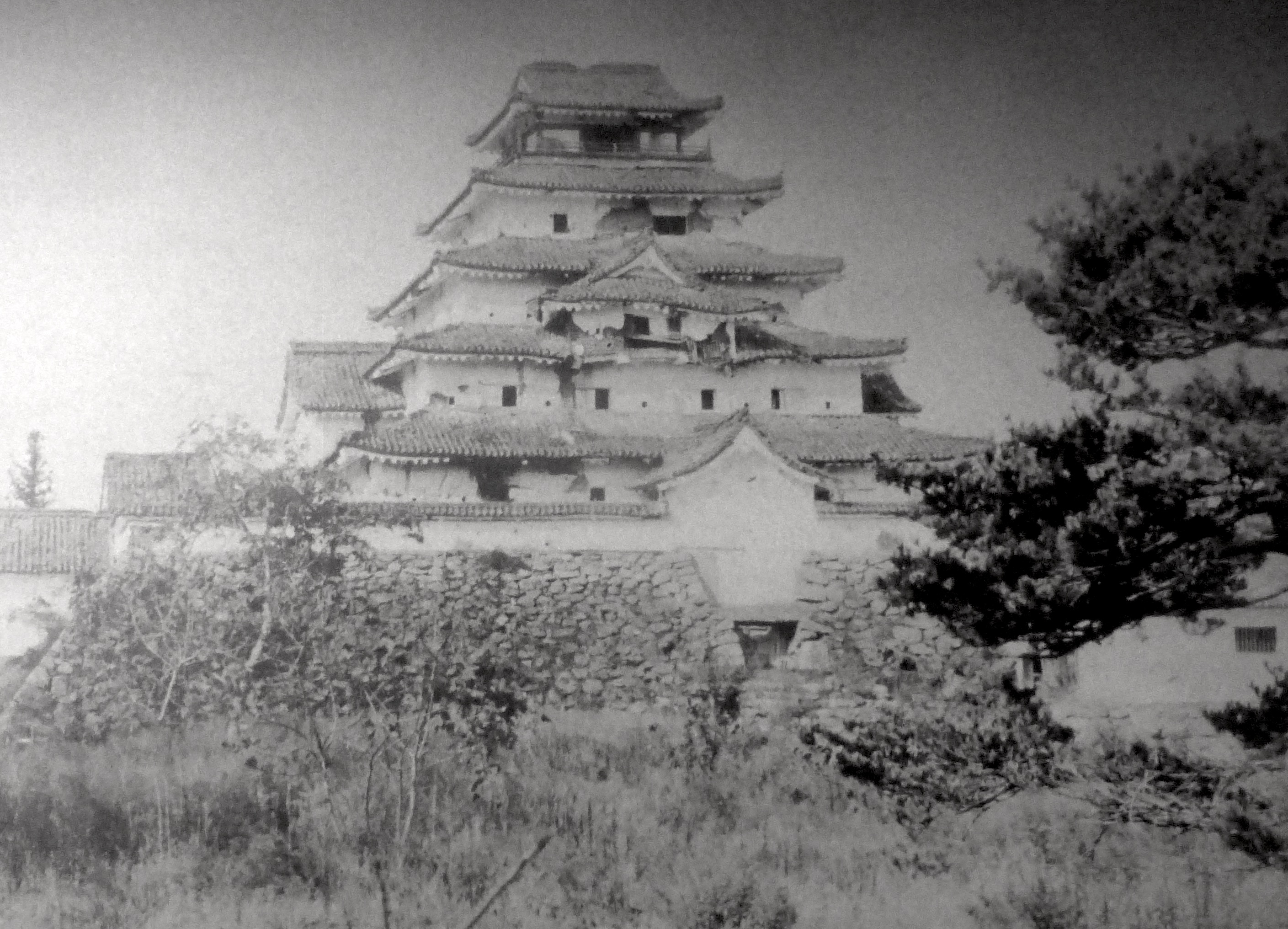
會津戰役後的會津若松城。

8月的會津戰役是戊辰戰爭中的一場關鍵戰役。政府軍3000人迂迴突襲會津藩的若松城，戰鬥歷經1個多月；9月22日，松平容保率會津藩開城投降。會津藩戰死3000人。戰後會津藩被遷移到斗南藩（今青森縣）。

### 箱馆战役

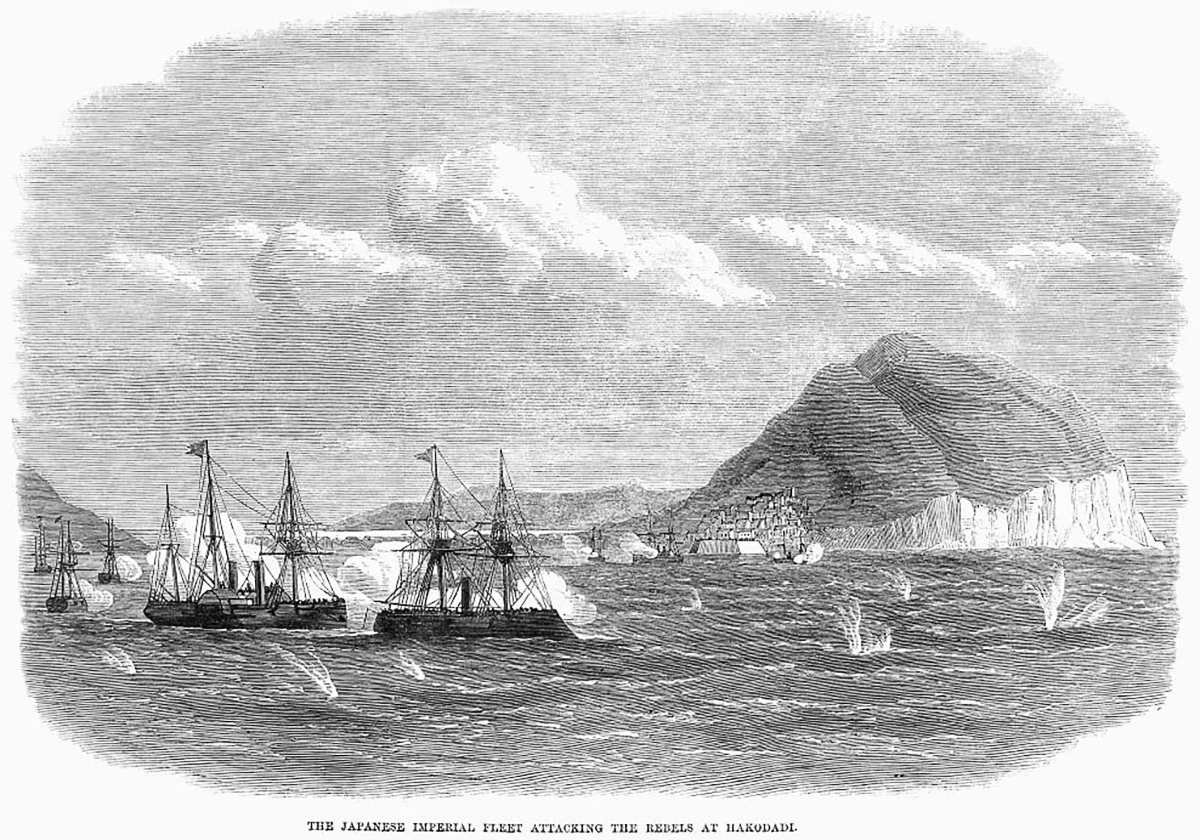
箱館戰爭中新政府艦隊正與蝦夷共和國艦隊作戰，圖中的2艘軍艦為官軍的東艦和春日丸。

12月15日，原幕府海軍奉行榎本武揚在北海道成立蝦夷共和國政權，與明治政府軍交戰。之後舊幕府軍戰敗，土方歲三戰死。明治二年5月17日（陽曆1869年6月26日），榎本決定五稜郭開城投降，並於5月18日轉交給政府軍陸軍參謀黑田清隆，成立一百多天的蝦夷共和國宣告结束。至此，幕末內戰「戊辰戰爭」以德川幕府及其殘餘勢力的失敗、新政府軍的勝利之下告終。

## 脚注
1. ↑  Banno, p. 39.
2. ↑  Banno, p. 48.
3. ↑  15.000 soldiers during the Toba-Fushimi campaign. Banno, p. 42.